# بد ویمسباخ نیهارتینگ
بد ویمسباخ نیهارتینگ (به آلمانی: Bad Wimsbach-Neydharting) یک منطقهٔ مسکونی در اتریش است که در ناحیه ولس لند واقع شده‌است. بد ویمسباخ نیهارتینگ ۲۴ کیلومتر مربع مساحت دارد ۳۸۷ متر بالاتر از سطح دریا واقع شده‌است.